# Liste der Kulturdenkmale in Luxemburg-Bonneweg
In der Liste der Kulturdenkmale in Luxemburg-Bonneweg sind alle Kulturdenkmale des luxemburgischen Stadtteils Bonneweg aufgeführt (Stand: 15. Juli 2025).
| Bild           | Bezeichnung                         | Lage                                                                      | Beschreibung | Stufe | Eingetragen seit  |
| -------------- | ----------------------------------- | ------------------------------------------------------------------------- | --- | ----- | ----------------- |
| zwei Rotunden  | zwei Rotunden                       | hinter dem Bahnhof Luxemburg (Karte)                                      | Die Rotunden der Société Nationale des Chemins de Fer Luxembourgeois (CFL) sind zwei Rundbauten mit einem Durchmesser von jeweils 52 Metern und einer Höhe von 15 Metern. Sie wurden 1877 für die Wartung von Dampflokomotiven gebaut mit Platz für jeweils 18 Lokomotiven. Als 1907 in Howald (Gemeinde Hesperingen) eine neue Werkstatt eröffnet wurde, verloren die Gebäude ihren Zweck. Die südliche Rotunde wurde bis 1999 von der CFL als Lager genutzt, während die nördliche bis 2006 als Busgarage genutzt wurde. Danach standen sie leer, bis beide Gebäude ab 2010 für Kulturveranstaltungen saniert und umgebaut wurden. | PCN   | 18. Januar 1991   |
| Haus           | Haus                                | 38, rue Pierre Krier (Karte)                                              | | PCN   | 9. März 2018      |
| Weitere Bilder | Modernistische Fassade des Gebäudes | 186, route de Thionville (Karte)                                          | Die geschützte Eckfassade umfasst Keramikfliesen, Vordach, Stützen, Vorsprung mit kreisrunden Löchern und die auskragenden Mauerteile. | PCN   | 3. April 2023     |
| Gebäude        | Gebäude                             | 5, Cour du Couvent (Karte)                                                | | IS    | 5. Februar 2007   |
| Gebäude        | Gebäude                             | 8, Place du Parc, 1, rue Charles Gounod und 3, rue Charles Gounod (Karte) | | IS    | 5. Februar 2007   |
| Gebäude        | Gebäude                             | 5, rue Charles Gounod (Karte)                                             | | IS    | 5. Februar 2007   |
| Gebäude        | Gebäude                             | 10, Place du Parc (Karte)                                                 | | IS    | 5. Februar 2007   |
| Gebäude        | Gebäude                             | 12 und 14, Place du Parc (Karte)                                          | | IS    | 5. Februar 2007   |
| Gebäude        | Gebäude                             | 6, rue de Bonnevoie (Karte)                                               | | IS    | 14. November 2017 |
| Gebäude        | Gebäude                             | 2–4, rue de Bonnevoie (Karte)                                             | | IS    | 14. November 2017 |
| Gebäude        | Gebäude                             | 40, rue Pierre Hentges (Karte)                                            | | IS    | 3. September 2018 |

Legende: PCN – Immeubles et objets bénéficiant des effets de classement comme patrimoine culturel national; IS – Immeubles et objets inscrits à l’inventaire supplémentaire

## Quelle
- Liste des immeubles et objets beneficiant d’une protection nationales, Nationales Institut für das gebaute Erbe, Fassung vom 11. Juli 2022, S. 71, 79 f. (PDF)

- Karte mit allen Koordinaten:
- OSM |
- WikiMap

Bahnhofsviertel |
Beggen |
Belair |
Bonneweg |
Cents |
Clausen |
Dommeldingen |
Eich |
Gasperich |
Grund |
Hamm |
Hollerich |
Kirchberg |
Limpertsberg |
Merl |
Mühlenbach |
Neudorf-Weimershof |
Pfaffenthal |
Pulvermühle |
Rollingergrund |
Oberstadt |
Weimerskirch |
Zessingen
Bad Mondorf |
Bartringen |
Bauschleiden |
Bech |
Beckerich |
Befort |
Berdorf |
Bettemburg |
Bettendorf |
Betzdorf |
Bissen |
Biwer |
Burscheid |
Bous-Waldbredimus |
Clerf |
Colmar-Berg |
Consdorf |
Contern |
Dalheim |
Diekirch |
Differdingen |
Dippach |
Düdelingen |
Echternach |
Ell |
Ernztalgemeinde |
Erpeldingen an der Sauer |
Esch an der Alzette |
Esch an der Sauer |
Ettelbrück |
Fels |
Feulen |
Fischbach |
Flaxweiler |
Frisingen |
Garnich |
Goesdorf |
Grevenmacher |
Grosbous-Wahl |
Habscht |
Heffingen |
Helperknapp |
Hesperingen |
Junglinster |
Käerjeng |
Kayl |
Kehlen |
Kiischpelt |
Koerich |
Kopstal |
Lenningen |
Leudelingen |
Lintgen |
Lorentzweiler |
Luxemburg |
Mamer |
Manternach |
Mersch |
Mertert |
Mertzig |
Monnerich |
Niederanven |
Nommern |
Parc Hosingen |
Petingen |
Préizerdaul |
Pütscheid |
Rambruch |
Reckingen/Mess |
Redingen/Attert |
Reisdorf |
Remich |
Roeser |
Rosport-Mompach |
Rümelingen |
Saeul |
Sandweiler |
Sassenheim |
Schengen |
Schieren |
Schifflingen |
Schüttringen |
Stadtbredimus |
Stauseegemeinde |
Steinfort |
Steinsel |
Strassen |
Tandel |
Ulflingen |
Useldingen |
Vianden |
Vichten |
Waldbillig |
Walferdingen |
Weiler zum Turm |
Weiswampach |
Wiltz |
Winseler |
Wintger |
Wormeldingen